# Skardstinden
Skardstinden (2.373 moh.), også kaldt Skardstind, ligger i Lom kommune i Innlandet fylke i Norge. Skardstinden regnes som Norges femte højeste bjerg. Skardstinden ligger i den østlige del af Jotunheimen, 2,5 km vest for Galdhøpiggen.
Skardstinden er en del af det såkaldte Skardstindmassivet, som har tre topper: Skardstinden (2373 moh.), Nåla (2.310 moh.) og Vestre Skardstinden (2.219 moh.).